# Вырокино
Вырокино — деревня в Сусанинском районе Костромской области. Входит в состав Сумароковского сельского поселения.

## География
Находится в западной части Костромской области на расстоянии приблизительно 11 км на восток-северо-восток по прямой от районного центра поселка Сусанино.

## История
В XIX веке деревня относилась к Галичскому уезду Костромской губернии. В 1872 году здесь было учтено 27 дворов, в 1907 году здесь отмечено было 34 двора.

## Население
Постоянное население составляло 118 человек (1872 год), 150 (1897), 194 (1907), 5 в 2002 году (русские 100 %), 2 в 2022.